# Camden (New South Wales)
Camden ist ein Stadtteil von Sydney mit etwa 3.400 Einwohnern im australischen Bundesstaat New South Wales. Camden befindet sich 65 Kilometer südwestlich des Stadtzentrums von Sydney und ist der Sitz des gleichnamigen lokalen Verwaltungsgebiets (LGA) Camden Council. Die Stadt liegt im Randgebiet der Metropolregion am Nepean River in der Nähe von Campbelltown.

## Geschichte
Das Gebiet des heutigen Camden lag ursprünglich am nördlichen Ende des Einflussgebiets der Gandangara, die es Benkennie nannten, was so viel wie trockenes Land bedeutet. Die Gegend nördlich des Nepean River stand unter dem Einfluss der Muringong, während im Osten der Clan der Tharawal beheimatet war. Sie lebten in Gruppen bestehend aus 20 bis 40 Mitgliedern und ernährten sich von der Jagd auf Kängurus, Possums und Aale und von Gemüse und Früchten, wie zum Beispiel Yams. Die Aborigines wurden von den ersten Europäern als klein, gedrungen, stark und großartig gebaut beschrieben und galten grundsätzlich als friedfertig. Als allerdings, britische Siedler ihr Land in Besitz nahmen und damit ihre Nahrungsversorgung gefährdeten, griffen sie zum bewaffneten Widerstand, der erst endete, als 1816 viele von ihnen ermordet wurden.
Die ersten Europäer besuchten die Gegend um Camden im Jahr 1795 und nannten es Cowpastures (dt.: Kuhweide), nachdem sie eine entlaufene Rinderherde hier wiederentdeckt hatten. Im Februar 1805 beauftragte Gouverneur Philip Gidley King dort für John Macarthur etwa 20 km² Land auszuweisen, nachdem es ihm zuvor von Kriegs- und Kolonialminister John Pratt, 1. Marquess Camden zugesagt worden war. Macarthur nannte daraufhin seinen Grund Camden Park Estate.
Als Macarthurs Wollindustrie prosperierte, wurde der Wunsch der Bevölkerung nach einer Stadt in der Nähe immer größer. Der damalige Assistent des obersten Landvermessers Thomas Mitchell schlug daraufhin Macarthur vor, 1,3 km² seines Grundes für eine Stadt zur Verfügung zu stellen, dieser lehnte allerdings ab. Erst nach seinem Tod 1834, teilten seine Kinder das Land auf und erste Grundstücke der neuen Stadt Camden wurden 1840 verkauft. 1883 war die Bevölkerung auf über 300 Menschen angewachsen, 1889 hielt der Gemeinderat seine erste Sitzung ab.

## Söhne und Töchter der Stadt
- Jason Behrendorff (* 1990), Cricketspieler
- Steven Bradbury (* 1973), Shorttrack-Eisschnellläufer und Australiens erster Goldmedaillengewinner bei einer Winterolympiade
- Rob Hirst, Schlagzeuger der Band Midnight Oil
- Mat Mladin, Motorradfahrer
- Graeme Clark (* 1935), Miterfinder des Cochleaimplantats